# María Fernanda Álvarez Terán
María Fernanda Álvarez Terán (Santa Cruz de la Sierra, Bolivia; 28 de febrero de 1989) es una jugadora profesional de tenis de Bolivia que ha ganado varios títulos de la Federación Internacional de Tenis y que ha estado clasificada en su mejor puesto la 187.ª.

## Trayectoria
Comenzó a competir a la edad de catorce años, en abril de 2003, en representación de Bolivia en la Copa Federación. Jugó durante cuatro días seguidos, ganando sus dos encuentros contra Trinidad y Tobago y Jamaica, y perdiendo los cuatro restantes contra Jamaica y Chile. Al año siguiente volvió a jugar con su país, en esta ocasión ganando sus dos partidos a Venezuela, otro contra República Dominicana, y otros dos más ante Jamaica.
En 2005 disputó otros siete encuentros más de Copa Federación, ante México, Uruguay, Puerto Rico y Cuba, ganando tres de ellos y perdiendo el resto. Al año siguiente disputó otros ocho partidos más ante Barbados, Paraguay, Trinidad y Tobago, Guatemala y Uruguay, ganando nuevamente tres de ellos. No volvió a jugar en Copa Federación hasta el año 2010, donde perdió sus cuatro primeros partidos ante Chile, Paraguay y Colombia, aunque ganó sus dos partidos en el playoff de descenso a Puerto Rico. Al año siguiente perdió tres partidos y ganó uno ante Paraguay, por lo que tuvieron que disputar nuevamente el playoff de descenso, en el cual ganó sus dos partidos a Chile.
Su debut en el Federación Internacional de Tenis lo hizo en septiembre de 2005 en su ciudad natal, Santa Cruz de la Sierra. Fue invitada por la organización y alcanzó los cuartos de final individuales tras perder ante la brasileña Widjaja Jenifer. Ese mismo año llegó a dos semifinales en las cuales perdió ante Estefanía Craciun de Uruguay. En 2007 ganó tres torneos en individuales y cinco dobles por lo que fue la 15.ª clasificada en el ranking junior. Ha ganado entre otros la Copa Milo, la Raquette D'Or y el Riad 21 en individuales. También ha ganado la Copa Gatorade, la Mediterranee Avenir, la Copa Gerdau y el torneo Cóndor de Plata en dobles femeninos.
En febrero de 2009, jugó por primera vez un torneo WTA, Bogotá, pero fue eliminada en la primera ronda. También probó suerte en la clasificación del Abierto de los Estados Unidos, torneo de Grand Slam, pero perdió el primer partido contra Pauline Parmentier. En 2010, volvió a jugar en Bogotá, y llegó a la segunda ronda, y también volvió a disputar el Abierto de Estados Unidos con idéntico resultado, perdiendo ante Arantxa Rus.

## Títulos ganados
|     | Fecha      | Torneo           | Cat. | ($)    | Sup.   | Finalista            | Resultado     |
| 1.  | 16/09/2007 | Santo André      | ITF  | 10 000 | Duro   | María Irigoyen       | 6:2, 6:2      |
| 2.  | 04/11/2007 | Bogotá           | ITF  | 10 000 | Tierra | Nataly Yoo           | 6:0, 6:0      |
| 3.  | 11/11/2007 | Lima             | ITF  | 10 000 | Tierra | Vívian Segnini       | 7:6, 6:2      |
| 4.  | 11/05/2008 | Buenos Aires     | ITF  | 10 000 | Tierra | Andrea Benítez       | 7:6, 0:6, 6:0 |
| 5.  | 16/11/2008 | Querétaro        | ITF  | 10 000 | Duro   | Tarakaa Bertrand     | 6:0, 6:2      |
| 6.  | 23/11/2008 | Puebla           | ITF  | 25 000 | Duro   | Megan Moulton-Levy   | 6:4, 3:6, 6:4 |
| 7.  | 02/08/2009 | Campos do Jordão | ITF  | 25 000 | Duro   | María Fernanda Alves | 6:3, 6:3      |
| 8.  | 16/08/2009 | Buenos Aires     | ITF  | 10 000 | Tierra | Carla Beltrami       | 6:4, 1:6, 6:4 |
| 9.  | 27/03/2011 | Poza Rica        | ITF  | 10 000 | Duro   | Romana Tedjakusuma   | 6:3 6:4       |
| 10. | 07/10/2012 | Gainesville      | ITF  | 10 000 | Tierra | María Fernanda Alves | 2:6, 6:0, 7:5 |